# Эстерансюби
Эстерансюби́ (фр. Estérençuby) — коммуна во Франции, находится в регионе Аквитания. Департамент — Атлантические Пиренеи. Входит в состав кантона Монтань-Баск. Округ коммуны — Байонна.
Код INSEE коммуны — 64218.

## География

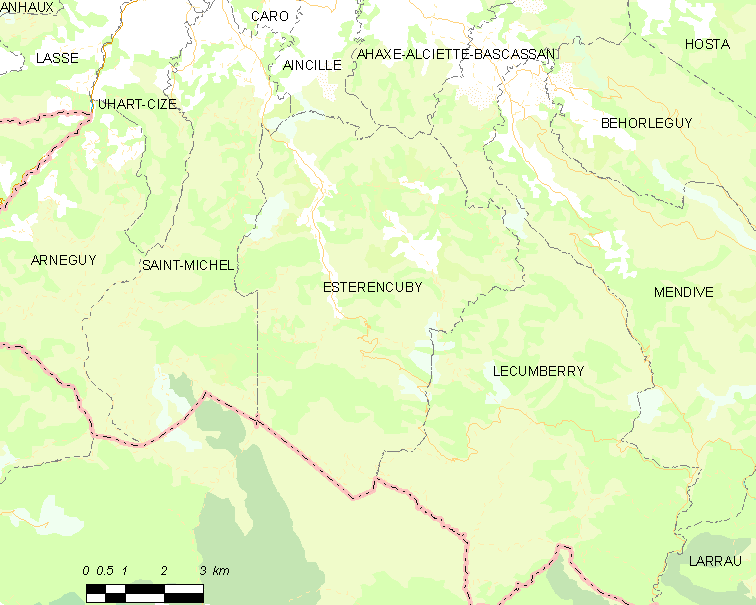
Карта коммуны/

Коммуна расположена приблизительно в 700 км к юго-западу от Парижа, в 200 км южнее Бордо, в 75 км к западу от города По.
По территории коммуны протекает река Нив.

### Климат
Климат тёплый океанический. Зима мягкая, средняя температура января — от +5°С до +13°С, температуры ниже −10 °C бывают редко. Снег выпадает около 15 дней в году с ноября по апрель. Максимальная температура летом порядка 20-30 °C, выше 35 °C бывает очень редко. Количество осадков высокое, порядка 1100 мм в год. Характерна безветренная погода, сильные ветры очень редки.

## Население
Население коммуны на 2010 год составляло 354 человека.
| 1962 | 1968 | 1975 | 1982 | 1990 | 1999 | 2010 |
| ---- | ---- | ---- | ---- | ---- | ---- | ---- |
| 530  | 503  | 512  | 457  | 427  | 383  | 354  |

## Администрация
| Период | Период | Фамилия            | Партия                    | Примечания |
| ------ | ------ | ------------------ | ------------------------- | ---------- |
| 1995   | 2008   | Франсуа Ларраманди | Союз за народное движение |            |
| 2008   | 2020   | Жан-Луи Пуадессю   |                           |            |

## Экономика
В 2010 году среди 210 человек трудоспособного возраста (15-64 лет) 162 были экономически активными, 48 — неактивными (показатель активности — 77,1 %, в 1999 году было 74,0 %). Из 162 активных жителей работали 157 человек (92 мужчины и 65 женщин), безработных было 5 (2 мужчин и 3 женщины). Среди 48 неактивных 9 человек были учениками или студентами, 28 — пенсионерами, 11 были неактивными по другим причинам.

## Достопримечательности
- Церковь Нотр-Дам (XIX век)[4]

## Фотогалерея

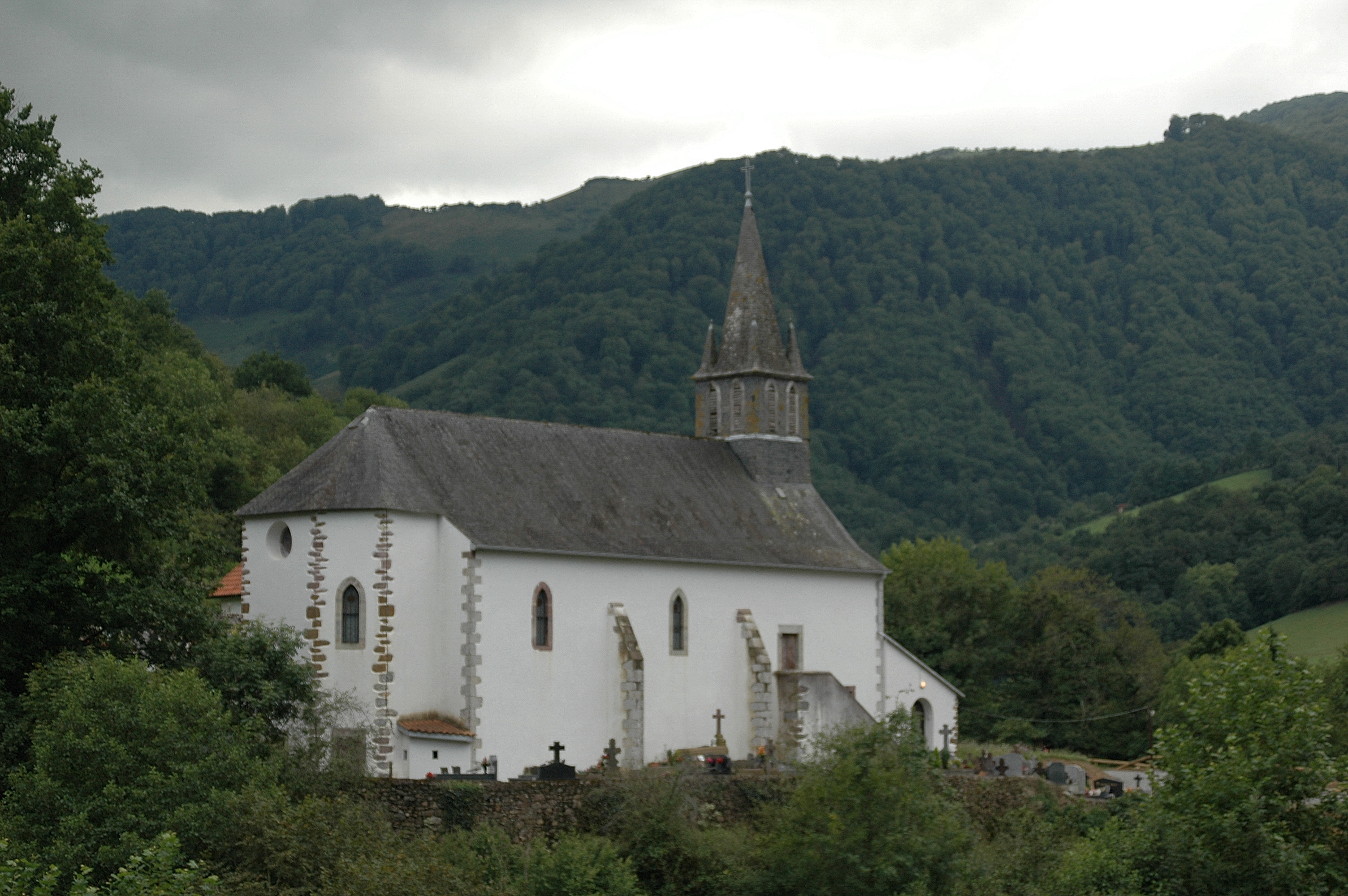
Церковь Нотр-Дам
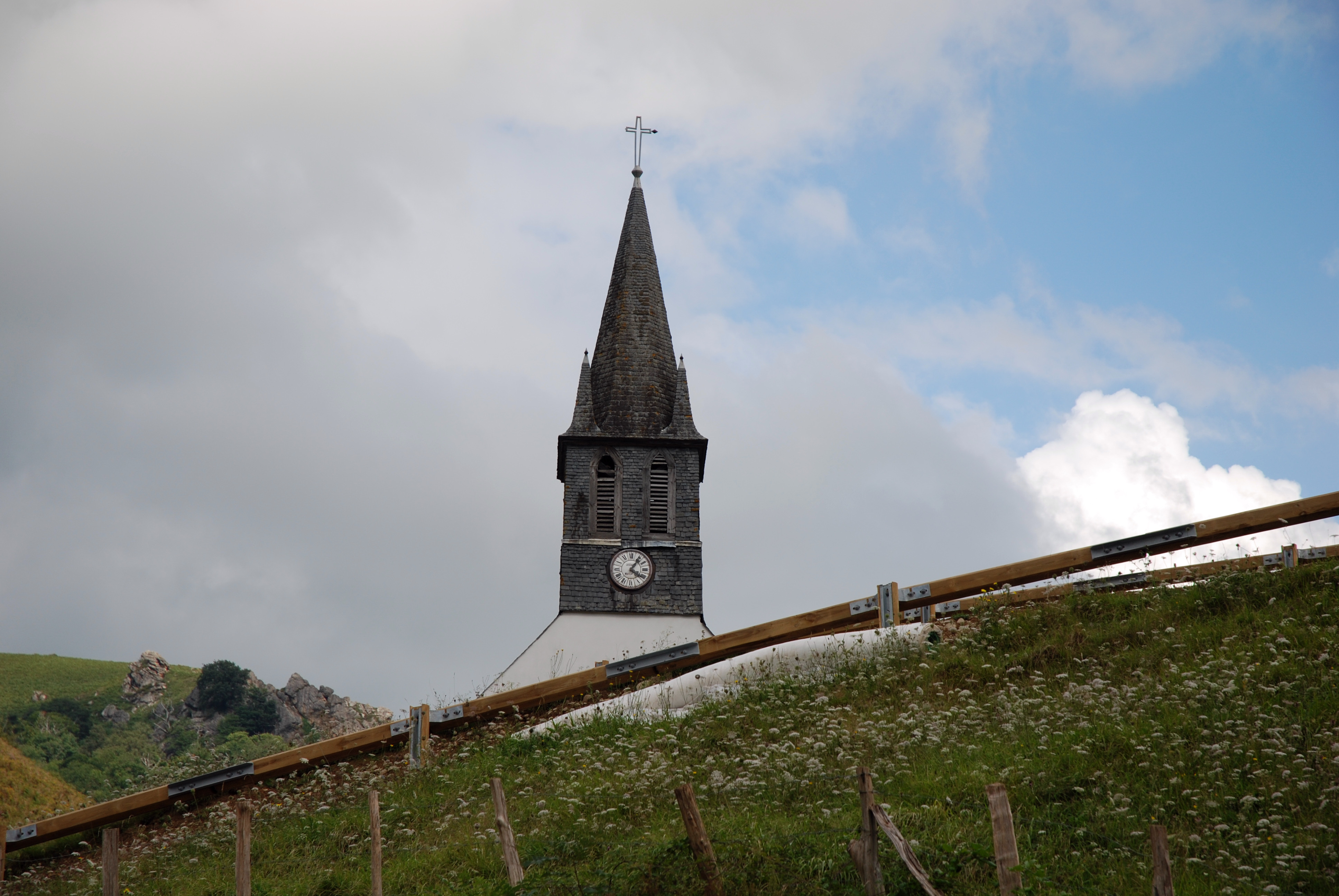
Церковь Нотр-Дам
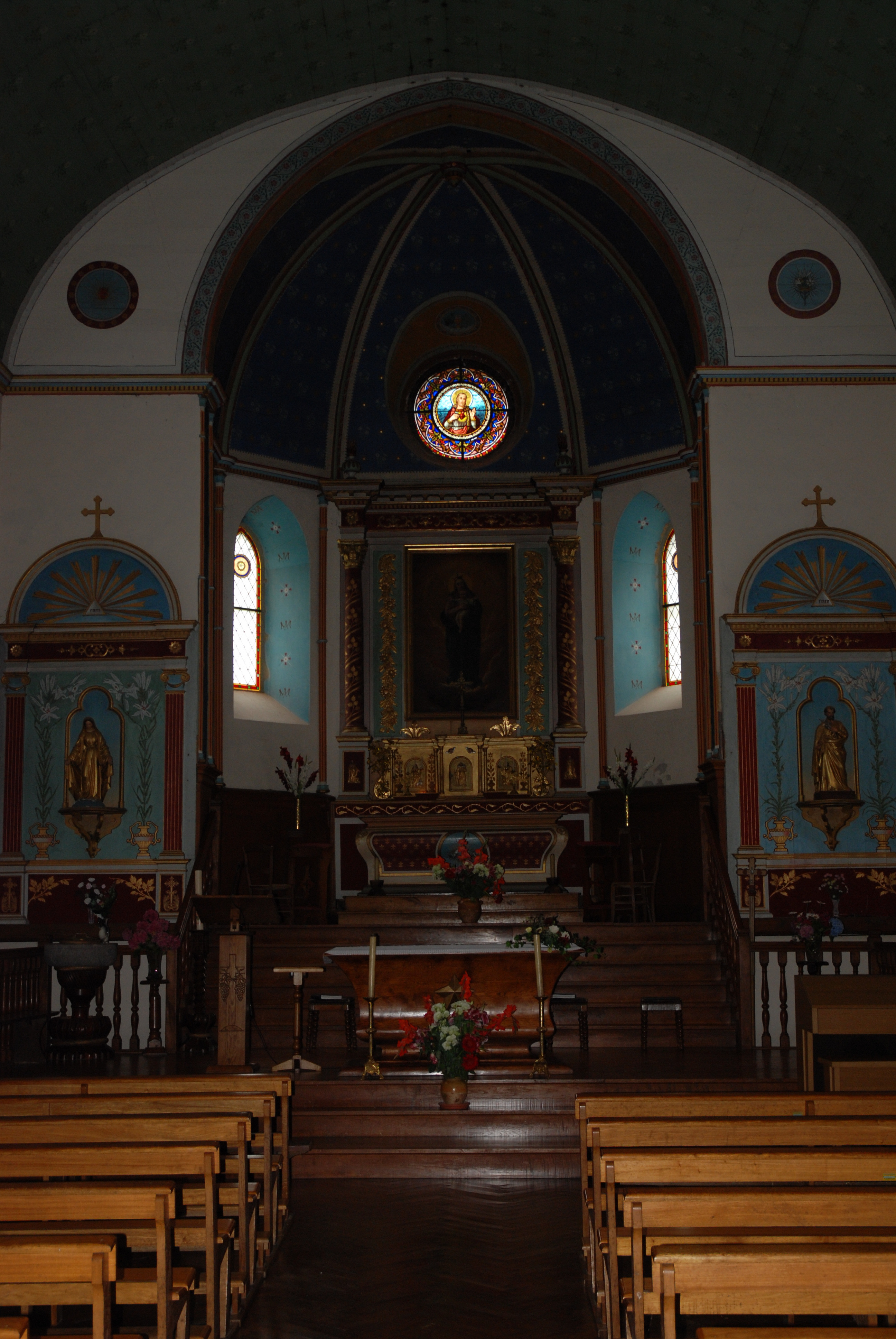
Интерьер церкви Нотр-Дам
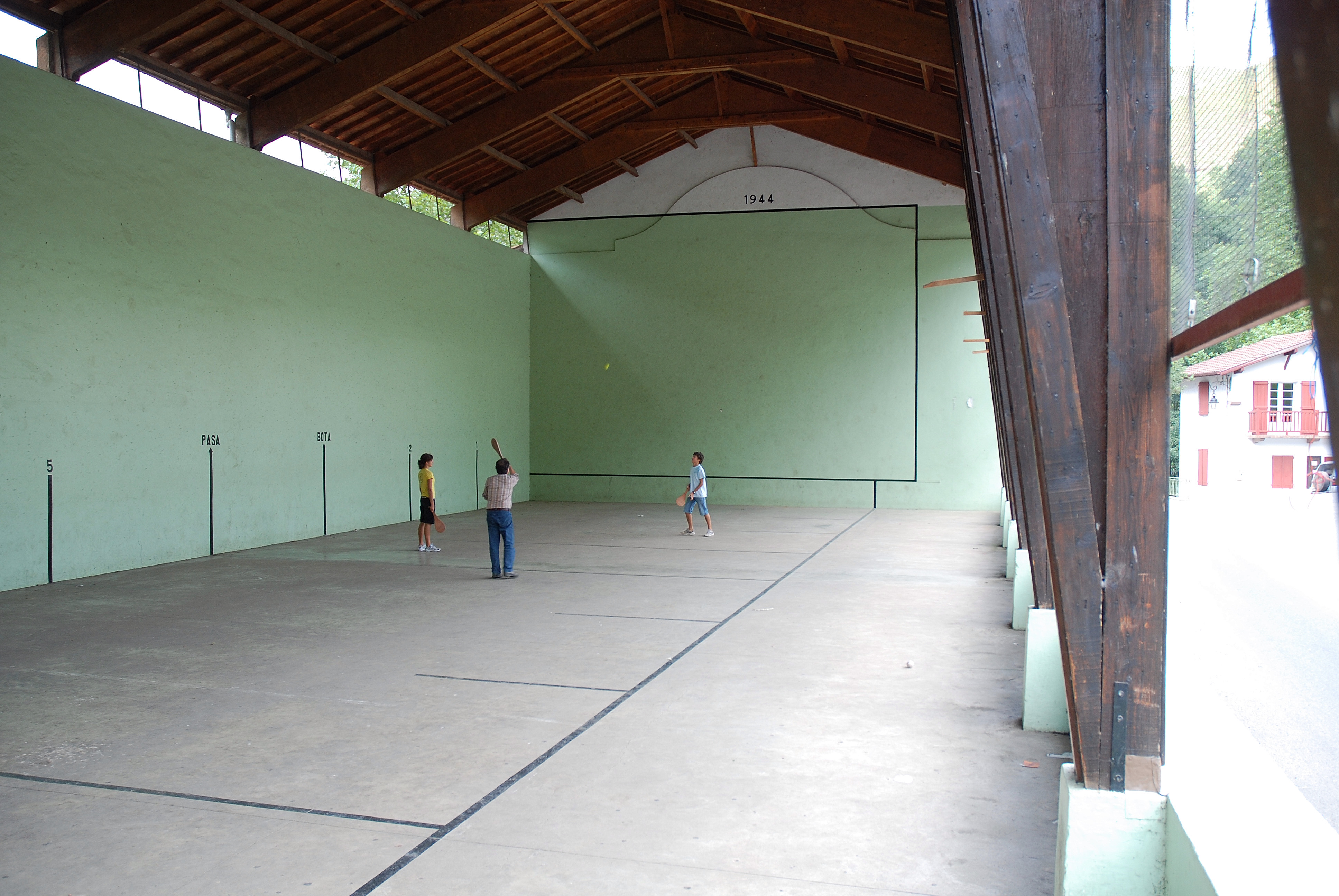
Фронтон (площадка для игры в пелоту)